# West Chester Township
West Chester Township (auch Union Township) ist eine von dreizehn Townships des Butler County im US-Bundesstaat Ohio. Nach der Volkszählung im Jahr 2000 waren hier 57.123 Einwohner registriert.
Der Stahlproduzent AK Steel hat seinen Sitz im West Chester Township.

## Geografie
West Chester Township liegt 32 km nördlich von Cincinnati im Nordosten des Butler County im südwestlichen Ohio und grenzt im Uhrzeigersinn an folgende Townships: Liberty Township, Deerfield Township im Warren County und Fairfield Township.

## Verwaltung
Das Township wird durch ein Board of Trustees, bestehend aus drei gewählten Mitgliedern, verwaltet. Zwei Personen werden im Jahr nach der Präsidentschaftswahl gewählt und eine im Jahr davor. Die Amtszeit dauert in der Regel vier Jahre und beginnt jeweils am 1. Januar. Daneben gibt es noch einen Township Clerk (zuständig für Finanzen und Budget), der im Jahr vor der Präsidentschaftswahl auf eine vierjährige Amtszeit gewählt wird. Dessen Amtszeit beginnt jeweils am 1. April.